# Comuna de Limanowa
Limanowa (polaco: Gmina Limanowa) é uma gminy (comuna) na Polónia, na voivodia de Pequena Polónia e no condado de Limanowski. A sede do condado é a cidade de Limanowa.
De acordo com os censos de 2005, a comuna tem 22 756 habitantes, com uma densidade 149 hab/km².

## Área
Estende-se por uma área de 152,39 km², incluindo:
- área agricola: 61%
- área florestal: 32%

## Demografia
Dados de 31 de Dezembro de 2005:
|                      | Total   | Total | Mulheres | Mulheres | Homens  | Homens |
| -------------------- | ------- | ----- | -------- | -------- | ------- | ------ |
|                      | pessoas | %     | pessoas  | %        | pessoas | %      |
| População            | 22 756  | 100   | 11 309   | 49,7     | 11 447  | 50,3   |
| Densidade (pop./km²) | 149     | 100   | 74       | 74       | 75      | 75     |

De acordo com dados de 2002, o rendimento médio per capita ascendia a 1232,96 zł.

## Comunas vizinhas
- Chełmiec, Jodłownik, Laskowa, Limanowa, Łapanów, Łososina Dolna, Łukowica, Podegrodzie, Słopnice, Trzciana, Tymbark